# لو شون

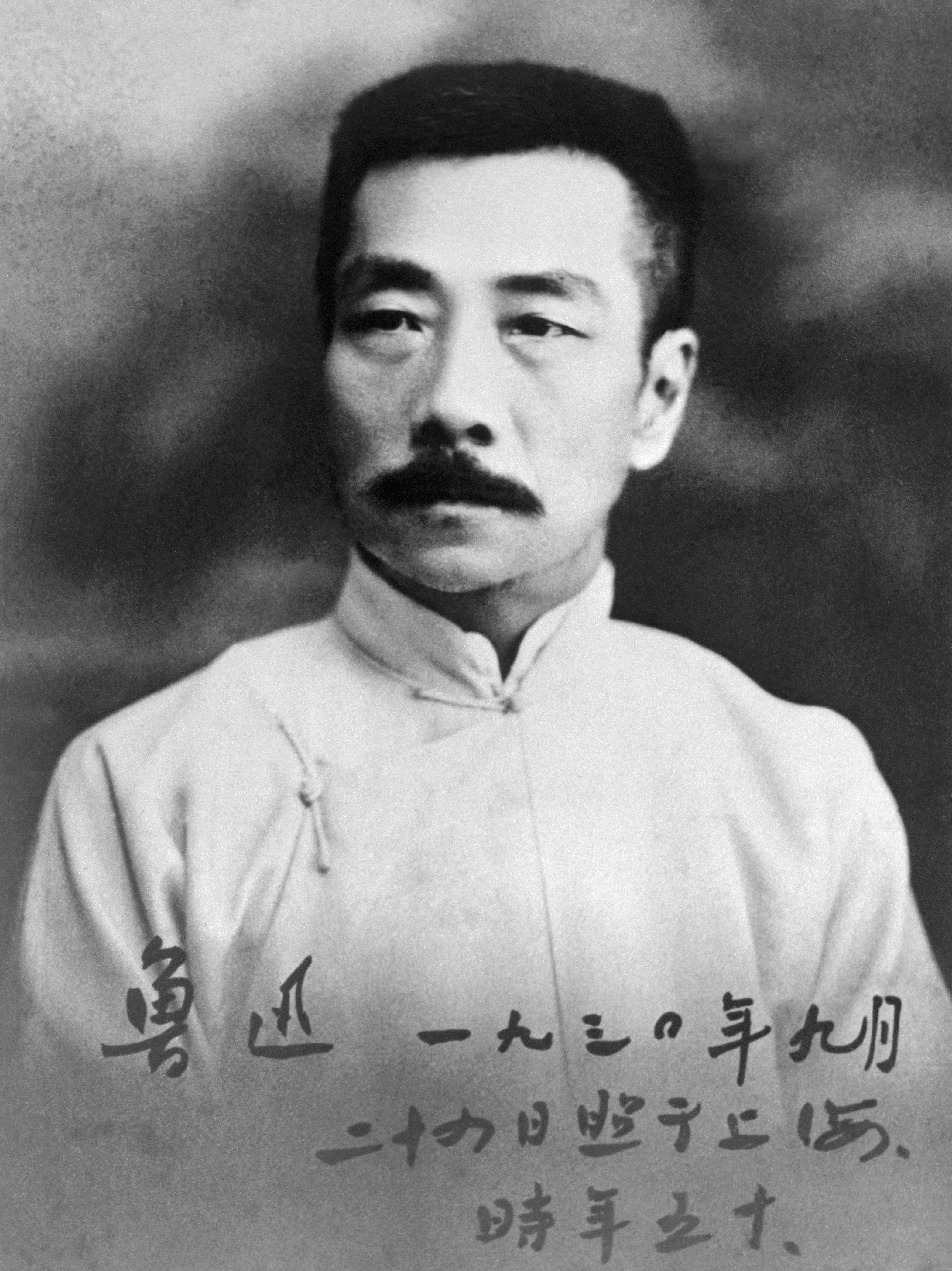
لو شون

 لۇشۈن (التقليدية الصينية :鲁迅؛ المبسطة الصينية :鲁迅؛ نظام الكتابة الصينية : Lǔ شون) أو لو Hsün (واد بين جايلز)، هو اسم مستعار للShuren تشو (التقليدية الصينية :周树人؛ المبسطة الصينية :周树人؛ نظام الكتابة الصينية : تشو Shùrén ؛ واد بين جايلز : شو شو جين) (25 سبتمبر 1881—19 أكتوبر 1936) يعتبر واحدا من أهم الكتاب الصينيين من القرن العشرين. ونظر كثيرون ان مؤسس الصين الحديثة والأدب، وكتب في baihua (白话) (الدارجة)، فضلا عن الكلاسيكية الصينية. لو شون كان كاتب قصة قصيرة، ومحرر، ومترجم وناقد، والكاتب والشاعر. في 1930s أصبح الرئيس الفخري للرابطة الصينية اليسارية الكتاب في شانغهاي.
لو شون تمارس أعمال نفوذ كبير جدا بعد الرابع من مايو حركة إلى درجة أنه كان محتفى به بعد النظام الشيوعي عام 1949. ماو تسي تونغ نفسه مدى الحياة المعجب لو شون أعمال. وإن كانت متعاطفة مع المثل العليا لليسار، في الواقع أبدا لو شون وانضم للحزب الشيوعى الصينى. لو شون أعمال معروفة للقراء الإنجليزية من خلال العديد من الترجمات، وخاصة القصص المختارة للترجمة Hsun لو شيان يانغ يي يانغ وغلاديس.

## روابط خارجية
- لو شون على موقع IMDb (الإنجليزية)
- لو شون على موقع الموسوعة البريطانية (الإنجليزية)
- لو شون على موقع مونزينجر (الألمانية)
- لو شون على موقع ميوزك برينز (الإنجليزية)
- لو شون على موقع ميوزك برينز (الإنجليزية)
- لو شون على موقع قاعدة بيانات الفيلم (الإنجليزية)